# Манохин, Фёдор Николаевич
Фёдор Николаевич Мано́хин (1822—1902) — артист Императорских театров, балетмейстер, педагог, руководитель Московского императорского театрального училища в 1846—1850 и 1858—1869 годах.

## Биография
Сын отпущенного на волю крепостного крестьянина. Родился 10 (22) сентября 1822 года.
Окончил Санкт-Петербургское театральное училище (ныне Академия русского балета имени А. Я. Вагановой). Ученик Антуана Титюса.
В 1842—1861 годах танцевал в Московском Большом театре. Актёр многогранных возможностей, Ф. Манохин специализировался на исполнении и постановке характерных танцев. Основываясь на прочной московской традиции характерного танца, защищал национальную самобытность русской хореографии.
Ф. Манохин — знаток плясового фольклора. Ставил танцы в русских операх («Русалка» А. Даргомыжского, 1865; «Рогнеда» А. Серова, 1868; «Громобой» А. Верстовского, 1869; «Воевода» П. Чайковского, 1869, и др.), дивертисментах, драматических спектаклях («Снегурочка» А. Островского на муз. П. И. Чайковского). В 1867 году поставил балет «Бог и баядерка, или Влюблённая куртизанка» Д. Обера, а в 1892 «Дочь фараона» Ц. Пуни .
Как балетмейстер работал до 1883 года.
Преподавал в Московском императорском театральном училище (до 1869). Среди его учеников — сестры П. М. и Н. М. Карпаковы, П. П. Лебедева, О. Н. Николаева, С. П. Соколов и другие.
Отец Николая Фёдоровича Манохина (1855—1915), артиста балета и режиссёра по балетной части.
Умер 22 марта (4 апреля) 1902 года. Похоронен на Ваганьковском кладбище (2 уч.).